# Doxocopa boliviana
Doxocopa boliviana är en fjärilsart som beskrevs av Charles Oberthür 1914. Doxocopa boliviana ingår i släktet Doxocopa och familjen praktfjärilar. Inga underarter finns listade i Catalogue of Life.